# Lithocarpus calophyllus
Lithocarpus calophyllus Chun ex C.C.Huang & Y.T.Chang – gatunek roślin z rodziny bukowatych (Fagaceae Dumort.). Występuje naturalnie w Chinach – w prowincjach Fujian (na południowym zachodzie), Guangdong (w południowo-achodniej części), Kuejczou (na południu), Hunan (w części południowej) i Jiangxi (na południowym zachodzie), a także w regionie autonomicznym Kuangsi. 

## Morfologia
PokrójZimozielone drzewo dorastające do 25–30 m wysokości.
LiścieBlaszka liściowa jest skórzasta i ma kształt od podłużnego do owalnego lub eliptycznego. Mierzy 8–15 cm długości oraz 4–9 cm szerokości, jest całobrzega, ma uszkowatą nasadę i spiczasty lub ogoniasty wierzchołek. Ogonek liściowy jest owłosiony i ma 25–50 mm długości.
OwoceOrzechy o kulistawym kształcie, dorastają do 15–20 mm długości i 18–26 mm średnicy. Osadzone są pojedynczo w kubeczkowatych miseczkach, które mierzą 15–25 mm średnicy. Orzechy otulone są miseczkami do 15–20% ich długości.

## Biologia i ekologia
Rośnie w wiecznie zielonych lasach. Występuje na wysokości od 500 do 1200 m n.p.m. Kwitnie od czerwca do lipca, natomiast owoce dojrzewają od sierpnia do września.